# Acrocercops diplacopa
Acrocercops diplacopa är en fjärilsart som beskrevs av Edward Meyrick 1936. Acrocercops diplacopa ingår i släktet Acrocercops och familjen styltmalar. Inga underarter finns listade i Catalogue of Life.